# Una magnum per McQuade
Una magnum per McQuade (Lone Wolf McQuade) è un film d'azione neo-western del 1983 diretto da Steve Carver, con Chuck Norris, David Carradine e Barbara Carrera.

## Trama
J.J. McQuade, un Texas Ranger, ha una figlia, separato dalla moglie. Considerato uno dei migliori ranger del Texas, McQuade è alle prese con Rawley Wilkes, uno spietato criminale e trafficante d'armi,  capo di una organizzazione criminale in combutta con Falcon, un boss della mafia messicana. Il ranger comincia una missione senza sosta, durante la quale viene affiancato da Tyler,  un'agente appartenente all'FBI di e da un agente del DPS Kayo. McQuade cattura un criminale al corrente degli affari di Wilkes, e chiede aiuto a un suo amico, Dakota, un ranger in pensione, di tenerlo d'occhio. Ma Wilkes, capito le intenzioni del ranger, gli organizza un agguato, uccidendo sia l'amico che il testimone. McQuade, nel frattempo si è innamorato di Lola, la compagna di Rawley e, anche se estromesso dal caso, è deciso a non arrendersi, ma Rawley, come ultima mossa gli rapisce la figlia (che aveva anche visto uccidere il suo compagno).
McQuade, non potendo contare sui membri del suo distretto,  decide di andare a riprendersi sua figlia insieme a Kayo e all'agente federale. Saranno aiutati da Falcon, l'ex socio di Wilkes, che vuole vendicarsi e nel contempo recupera le sue armi. I tre, armati fino ai denti, compiono un'azione di forza nel Quartier generale di Wilkes ed eliminano tutti i suoi scagnozzi. Una volta ripresa la figlia, McQuade e Wilkes ingaggiano un feroce combattimento di arti marziali, al termine del quale il ranger riesce ad ottenere la meglio. Wikes, nel tentativo di uccidere Mc Quade, uccide per sbaglio Lola, e a sua volta viene ucciso dal ranger, che torna a casa col corpo della donna, insieme alla figlia.

## Produzione
Il film partì con un budget di 5 milioni di dollari, e venne prodotto dalla Orion Pictures e dallo stesso regista Steve Carver. La pellicola vedeva come protagonista l'allora neo attore Chuck Norris, già noto e molto apprezzato dal pubblico per i suoi film verso la fine degli anni '70 e l'inizio degli anni '80.
Egli venne affiancato da due attori già noti al pubblico di allora, David Carradine e Barbara Carrera.
Il personaggio di McQuade anticipa molte caratteristiche di Cordell Walker, sempre interpretato da Chuck Norris nella serie tv degli anni '90 Walker Texas Ranger.
Il film ha ottenuto critiche molto positive, le quali lo hanno paragonato a molte pellicole del filone degli spaghetti-western di Sergio Leone.

## Distribuzione
Il film è uscito nelle sale americane il 15 aprile 1983. In Italia è arrivato il 6 agosto dello stesso anno, e verso fine anno è uscito anche in altre parti del mondo tra cui Cina, Germania, Regno Unito (in cui però venne ridistribuito una seconda volta nel 1986), Giappone, Finlandia, Portogallo, Spagna (in versione ridotta a 94 minuti per problemi di copyright), Cile, Norvegia e Corea del Sud. In Ungheria venne distribuito il 7 luglio 1989 e, come in altre parti del mondo, il titolo venne modificato in McQuade: Lupo solitario, che sarebbe la coretta traduzione inglese del titolo del film. La versione italiana invece rimanda molto al film del 1973 Una 44 Magnum per l'ispettore Callaghan.
Costato 5 milioni di dollari, il film fu un successo al botteghino guadagnando in una sola settimana $ 8.603.107 dollari, e chiudendo dioi un mese con una media di ben $ 12.350.158 dollari, superando di gran lunga molti fenomeni dell'epoca quali Staying Alive di Sylvester Stallone. In Italia è stato trasmesso varie volte prima su Rai 2 e poi sulle reti Mediaset: la prima volta su Rai 2 nel 1985, la seconda su Canale 5 nel 1988 (8.305.000 spettatori e il 34% di share), la terza sempre su Canale 5 nel 1991 (4.061.000 spettarori, share 21,04%), la quarta su Italia 1 nel 1993 (2.366.000 spettaroi, share 14,5%), e infine su Rete 4 negli anni successivi. È uscito poi in DVD in Italia distribuito da Medusa Film il 22 marzo 1999.

## Curiosità
- Chuck Norris e David Carradine rifiutarono di usare delle controfigure per il loro scontro finale.
- La sceneggiatura venne realizzata in parte da John Milius, che però non venne accreditato nei titoli.
- Negli anni è sorta la voce riguardo al film di alcuni dissapori tra Norris e Carradine durante le riprese del loro combattimento. Secondo queste voci, Norris avrebbe litigato con Carradine perché a sua detta durante il combattimento egli tirava colpi con troppa forza, e gli chiese di smetterla. Quando l'attore replicò un'ennesima volta, Norris lo colpì con un pugno. Successivamente Carradine in uno dei suoi libri disse che nessuno dei due aveva toccato l'altro durante le riprese dello scontro, quindi la voce era totalmente infondata, testimoniata anche dalla grande amicizia che i due attori svilupparono dopo il film e che proseguì sino alla morte di Carradine nel 2009.